# Hvornår kommer strygerne
Hvornår kommer strygerne er en dansk kortfilm fra 1998 med instruktion og manuskript af Jacob Banke Olesen.

## Handling
Hun har langt hår, men skulle det hellere være kort? Hun har en kæreste, men er han den rigtige? Det er ikke til at vide, når man er ung, selvcentreret og tilværelsen måske lige er ved at blive lidt for velordnet. Hun må dog vide, hvad hun vil, mener den ulykkelige kæreste, der næsten ikke kan overskue at skulle vinde hende hver eneste dag. Godt, så vil hun i hvert fald have tid til at finde ud af det. Hun beder kæresten flytte over til en kammerat, og så løber historien af tilfældighedernes og skæbnens uransaglige veje og vildveje, indtil handlingens tråde igen samles og historien stopper umiddelbart før, de igen knyttes: I det øjeblik hvor strygerne plejer at sætte ind, når der er tale om en rigtig 'filmhistorie'.